# Lej
A lej (románul: leu /leŭ/, többesszáma: lei /lej/) román eredetű pénzegység, Románia és Moldova valutáinak neve. 

## Eredete

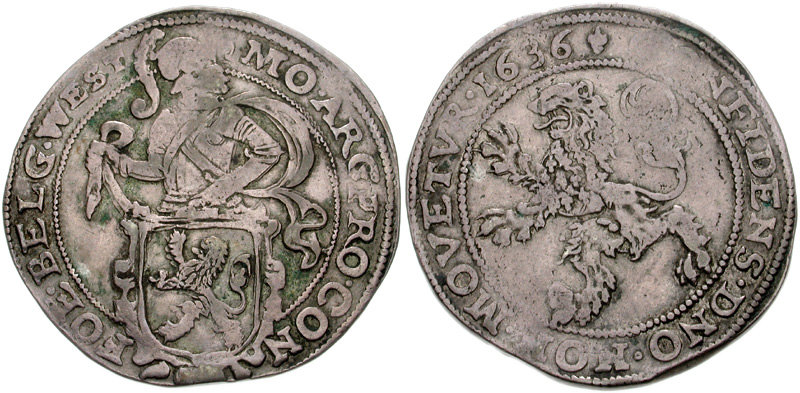
A leeuwendaalder holland tallér egy nagyméretű ezüstpénz volt, egyik oldalán kétlábon álló oroszlánnal (1636)

A 17. század során Európa gazdasági nagyhatalmai növelték az Oszmán Birodalom felé irányuló kereskedelmüket, így nagy mennyiségű nyugat-európai eredetű (köztük a mai Benelux-államok területéről származó) pénz áramlott a Birodalomba és annak vazallus államaiba, így a román fejedelemségekbe is. Ezek közül is a leggyakoribb volt a németalföldi oroszlán-tallér, a leeuwendaalder (nagyméretű ezüstpénz, egyik oldalán kétlábon álló oroszlánnal), melyet ezért a román köznyelv gyakran leunak, magyarul oroszlánnak nevezett. Ez az érme közel egy évszázadig uralta a román pénzforgalmat. Bár a leeuwendaaldert később más pénzek kiszorították a forgalomból, beépült a román köztudatba, és egészen a 19. század második feléig, a román nemzeti valuta megjelenéséig használták számolási egységként, s a leu elnevezés a pénz szinonimájává vált. Végül a leu az 1867-ben bevezetett román valuta neve lett – bár történt próbálkozás románosabb pénznév használatára, mint például român (vö. frank) vagy românat (vö. dukát). A leva pénznévnek hasonló az eredete.
Magyar nyelvterületen a lej kiejtés és írásmód terjedt el, vagyis a románból a többesszámú alakot vettük át (ismét hasonlóan a levához). 
A román lej formája az elmúlt két évszázadban többször változott (legutóbb 2005 júliusában). Az újabban bevezetett, magasabb vásárlóértékű valutát kemény lejnek nevezték szemben a korábbi, kevésbé értékes gyenge lejjel.

## Lej nevű valuták
Romániában 1867 óta a lej négy egymást követő változata volt a hivatalos pénznem:
- Román lej (1867) – hivatalos: 1867. április 22. – 1947. augusztus 14.
- Román lej (1947) – hivatalos: 1947. augusztus 15. – 1952. január 27.
- Román lej (1952) – hivatalos: 1952. január 28. – 2005. június 30.
- Román lej – hivatalos: 2005. július 1-jétől

Moldovában a függetlenné válás elején használt kuponpénz helyébe vezették be a lejt:
- Moldáv lej – hivatalos: 1993. november 29-étől

## Külső hivatkozások
- (angolul) genealogy.ro – Ban, a Romanian currency (a leu és ban pénznevek eredetéről szóló cikk)
- román lej pillanatnyi árfolyama
- moldáv lej pillanatnyi árfolyama